# Florimond Claude, hrabě de Mercy-Argenteau
Florimond Claude, hrabě de Mercy-Argenteau (20. dubna 1727 Lutych – 25. srpna 1794 Londýn) byl rakouský diplomat, velvyslanec v Sardinii-Piemontu, Ruském impériu a Francouzském království.

## Životopis
Narodil se v belgickém Lutychu jako syn Antoina Charlese, hraběte de Mercy-Argenteau (1692–1767). Do diplomatických služeb Rakouska vstoupil v Paříži pod patronátem knížete Kounice. Jako rakouským velvyslanec působil v Turíně na dvoře sardinského krále Karla Emmanuela III., v Petrohradu na dvoře Kateřiny II. Veliké a poté od roku 1766 v Paříži na dvoře francouzského krále Ludvíka XV. Jeho prvním úkolem v Paříži bylo posílení spojenectví mezi Francií a Habsburskou monarchií, které bylo stmeleno sňatkem budoucího krále Ludvíka XVI., vnuka krále Ludvíka XV. s arcivévodkyní Marií Antonií, pozdější královnou Marií Antoinettou, nejmladší dcerou Marie Terezie. Když Ludvík a Marie Antoinetta po smrti Ludvíka XV. nastoupili na francouzský trůn, tak hrabě Mercy-Argenteau díky svému vlivu z Marie Antoinetty udělal jednu z nejmocnějších osob francouzského dvora, ale tím ji zároveň změnil v jednu z nejméně oblíbených osob u francouzské šlechty a francouzského lidu. Ve Francii působil ještě v průběhu prvních bouřlivých letech Velké francouzské revoluce, kdy poskytl výraznou pomoc ministrům financí Loméniu de Briennovi a Jacquesovi Neckerovi. V roce 1792 byl jmenován generálním guvernérem Rakouského Nizozemí, které právě Rakousku vyhlásilo neposlušnost. Díky jeho schopnostem a zkušenostem se z něj brzy stal respektovaný místodržící. Mercy, zprvu jen mírně, podporoval reakční kurz Rakouska proti svému bývalému spojenci po vypuknutí francouzské revoluce. Následně byl jmenován v červenci 1794 rakouským velvyslancem v Londýně, ale během několika dní po jeho příjezdu zemřel.
Nikdy se neoženil, ale udržoval poměr s operní pěvkyní Rosalií Levasseur (1749–1826). Měli spolu syna Alexandra Henriho de Noville (1783–1830).

## Kulturní odkaz
Jeho postavu ztvárnil Henry Stephenson ve filmu Marie Antoinetta z roku 1938 a Steve Coogan ve stejnojmenném filmu z roku 2006. V českém prostředí jeho osobu ztvárnil Bronislav Poloczek v roce 1995, v útržku francouzském Dva pokoje ve Versailles z cyklu Z hříček o královnách. Hrabě Mercy je také jednou z důležitých postav Feuchtwangerova románu Lišky na vinici.
- T. Juste, Le Comte de Mercy-Argenteau (Brusel 1863)
- A. von Arneth a A. Geoff roy, Correspondances secretes de Marie Therese avec le comte de Mercy (Paříž 1874)
- A. von Arneth a J. Flammermont, Correspondance secrete de Mercy avec Joseph II et Kaunitz (Paříž 1889–1891)
- Mercy-Argenteau's Correspondances secretes de Marie Terese byl zhuštěn a přeložen do angličtiny Lilian Smythe pod názvem A Guardian of Marie Antoinette (2 vols., London 1902)